# Candelario
Candelario es un municipio y localidad española de la provincia de Salamanca, en la comunidad autónoma de Castilla y León. Se integra dentro de la comarca de la Sierra de Béjar. Pertenece al partido judicial de Béjar y a la Mancomunidad Ruta de la Plata. Cuenta con una población de 843 habitantes (INE 2024). Está declarado como bien de interés cultural, en la categoría de conjunto histórico, (anteriormente conjunto histórico-artístico), desde 1975.
Está catalogado como uno de Los Pueblos Más Bonitos de España desde el año 2015 y pertenece desde entonces a la asociación homónima.

## Geografía
Pueblo de montaña con construcciones muy características, con muros anchos de piedra, grandes balcones de madera y las célebres batipuertas. Candelario, que da nombre al espacio natural protegido de Candelario, está rodeado de espectaculares bosques de robles y castaños, con elevaciones superiores a los 2000 m de altura. Este lugar fue declarado en 2006 como Reserva de la Biosfera por la Unesco, como parte de la reserva de la biosfera de las sierras de Béjar y Francia.
El término municipal está ubicado en el extremo sureste de la provincia de Salamanca y hace frontera con las provincias de Cáceres y Ávila. Pertenece a la comarca de la Sierra de Béjar y al partido judicial de Béjar. Dentro de los límites del municipio se encuentra el embalse de Navamuño, que represa el río Angostura y abastece de agua a la Mancomunidad Embalse de Béjar. El término municipal está comprendido dentro del área con indicación geográfica protegida de la carne vacuna Carne de Ávila.
| Noroeste: Cantagallo            | Norte: Béjar         | Nordeste: Béjar               |
| Oeste: Puerto de Béjar          |                      | Este: Solana de Ávila (Ávila) |
| Suroeste: La Garganta (Cáceres) | Sur: Jerte (Cáceres) | Sureste: Tornavacas (Cáceres) |

### Clima
El municipio de Candelario presenta una precipitación media anual de 897 mm y una temperatura media anual de 10,10 °C. La media de temperaturas mínimas del mes más frío es de 0,50 °C, y la de temperaturas máximas del mes más cálido de 26,40 °C.

## Historia
El origen de Candelario se atribuye a una colonia de pastores asturianos y su origen es muy remoto, teniendo ya importancia en tiempo de los romanos.
El descubrimiento, en un muro, de una piedra tallada con la cabeza del Dios Jano, es algo que hace más fiable ese posible pasado romano.
A partir de la Reconquista cristiana pasó a formar parte del Concejo de Ávila, siendo repoblado por gentes procedentes del alfoz abulense y del resto de Castilla. En el año 1209, Alfonso VIII de Castilla crea la Comunidad de Villa y Tierra de Béjar en la que entra a formar parte Candelario junto con territorios segregados de Ávila.
Como parte de la comunidad bejarana, tras la pérdida del voto en Cortes de Béjar y su paso a depender de Salamanca en ese aspecto a partir de 1425, hecho favorecido por el paso de Béjar y su territorio a manos de los Zúñiga en 1396, Candelario pasó a formar parte del Reino de León, en el que se mantendrá en las divisiones territoriales de Floridablanca en 1785 y finalmente en la de 1833 en que se crean las actuales provincias, quedando integrado Candelario en la misma en la provincia de Salamanca, dentro de la Región Leonesa.

## Demografía

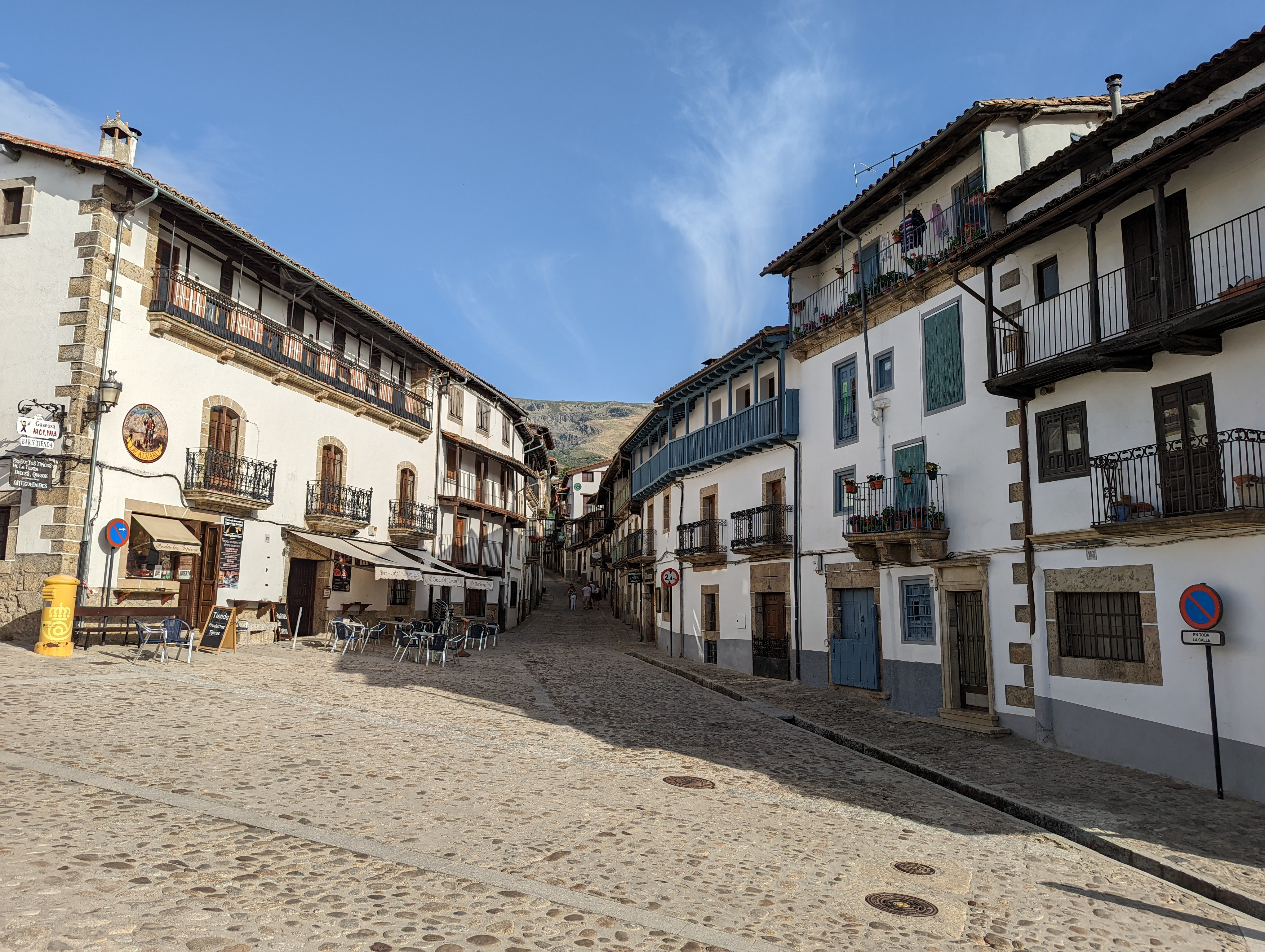
Calle Mayor

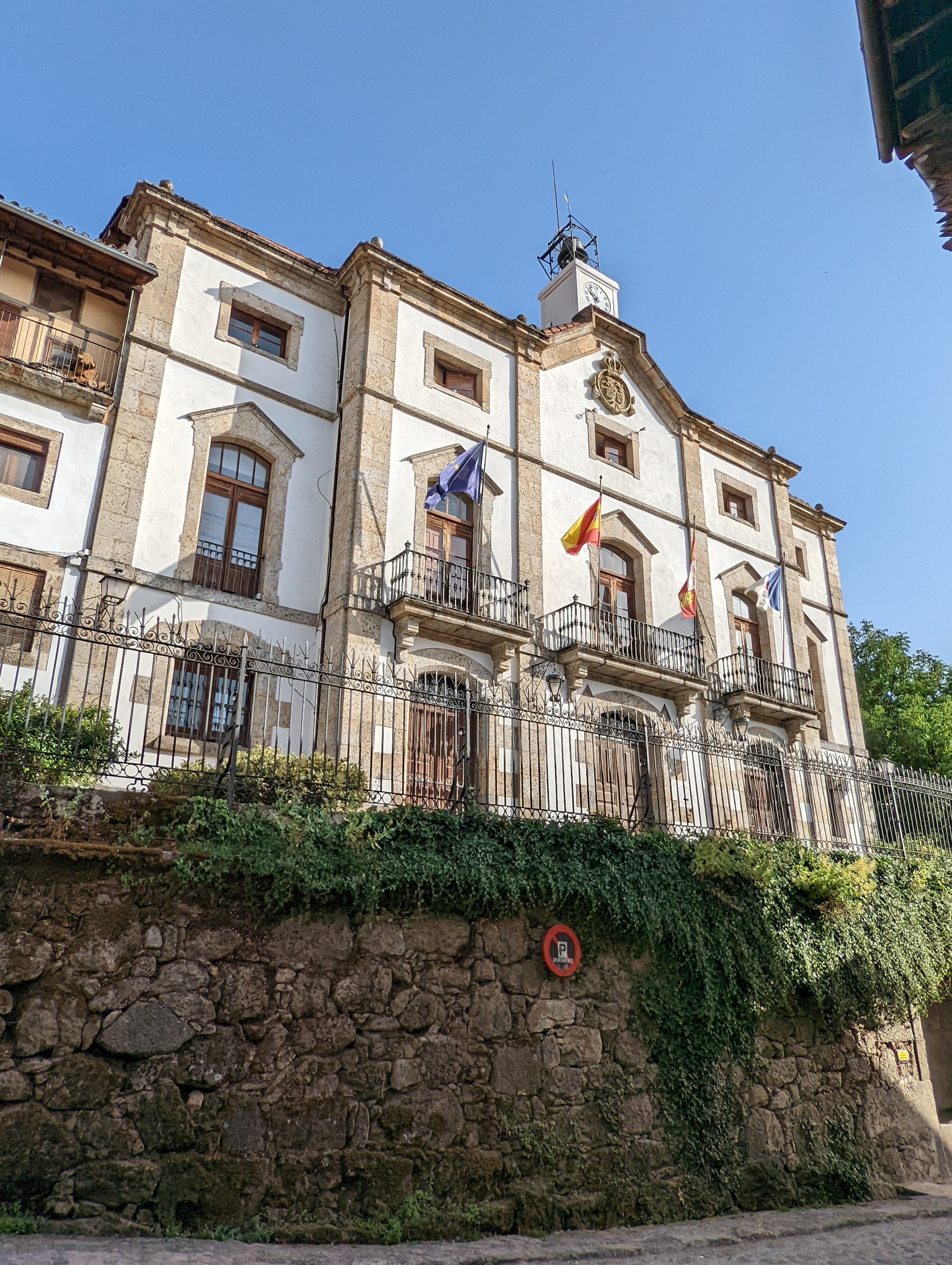
Casa consistorial

Candelario cuenta con una población de 843 habitantes (INE 2024).
| Gráfica de evolución demográfica de Candelario entre 1842 y 2021                                                    |
| |
| Población de derecho según los censos de población del INE Población de hecho según los censos de población del INE |

### Comunicaciones
El municipio está muy bien comunicado por carretera, a través de la carretera provincial DSA-190 se llega a Béjar, capital de la comarca y centro económico de la misma, situado a escasos kilómetros y dónde se puede enlazar tanto con la nacional N-630 que une Gijón con Sevilla como con la autovía Ruta de la Plata que tiene el mismo recorrido que la anterior y cuenta con varias salidas en la localidad. Destaca además la carretera DSA-181 que surge en el pueblo y comunica con el vecino municipio de Navacarros y la estación de esquí de La Covatilla, ubicada en el término municipal de La Hoya.
En cuanto al transporte público se refiere, tras el cierre de la ruta ferroviaria de la Vía de la Plata, que pasaba por el municipio de Béjar y contaba con estación en el mismo, no existen servicios de tren en el municipio ni en los vecinos, ni tampoco línea regular con servicio de autobús, siendo la estación más cercana la de Béjar. Por otro lado el aeropuerto de Salamanca es el más cercano, estando a unos 80 km de distancia.

## Administración y política
| Periodo   | Nombre                         | Partido | Partido                                      |
| --------- | ------------------------------ | ------- | -------------------------------------------- |
| 1979-1983 | Lorenzo Rogado Barbero         |         | Partido Socialista Obrero Español (PSOE)     |
| 1983-1987 | Ludivino García Vicente        |         | Partido Socialista Obrero Español (PSOE)     |
| 1987-2003 | Mª del Carmen Esteban Fonseca  |         | Partido Socialista Obrero Español (PSOE)     |
| 2003-2007 | Ana María Carrón García        |         | Partido Popular (PP)                         |
| 2007-2011 | Germán Martín Sánchez          |         | Agrupación Independiente de Candelario (AIC) |
| 2011-2015 | Ana María Carrón García        |         | Partido Popular (PP)                         |
| 2015-2023 | Pablo Antonio Hernández García |         | Partido Socialista Obrero Español (PSOE)     |

| Partido político                             | 2023  | 2023  | 2023       | 2019  | 2019  | 2019       | 2015  | 2015  | 2015       | 2011  | 2011  | 2011       | 2007  | 2007  | 2007       | 2003  | 2003  | 2003       |
| Partido político                             | %     | Votos | Concejales | %     | Votos | Concejales | %     | Votos | Concejales | %     | Votos | Concejales | %     | Votos | Concejales | %     | Votos | Concejales |
| Partido Socialista Obrero Español (PSOE)     | 36,57 | 222   | 3          | 53,09 | 335   | 4          | 46,43 | 306   | 4          | 30,14 | 217   | 3          | 35,31 | 274   | 4          | 29,07 | 225   | 3          |
| Partido Popular (PP)                         | 33,27 | 202   | 2          | 23,93 | 151   | 2          | 27,01 | 178   | 2          | 32,36 | 239   | 3          | 24,61 | 191   | 2          | 47,03 | 364   | 4          |
| Izquierda Unida (IU)                         | 28,66 | 174   | 2          | 20,76 | 131   | 1          | —     | —     | —          | 5,28  | 38    | 0          | 4,25  | 33    | 0          | 22,48 | 174   | 2          |
| Independientes por Candelario (IPC)          | —     | —     | —          | —     | —     | —          | 14,26 | 94    | 1          | —     | —     | —          | —     | —     | —          | —     | —     | —          |
| En Común                                     | —     | —     | —          | —     | —     | —          | 10,17 | 67    | 0          | —     | —     | —          | —     | —     | —          | —     | —     | —          |
| Grupo Independiente de Candelario (GIC)      | —     | —     | —          | —     | —     | —          | —     | —     | —          | 31,11 | 224   | 3          | —     | —     | —          | —     | —     | —          |
| Agrupación Independiente de Candelario (AIC) | —     | —     | —          | —     | —     | —          | —     | —     | —          | —     | —     | —          | 35,05 | 272   | 3          | —     | —     | —          |

## Cultura

### Patrimonio

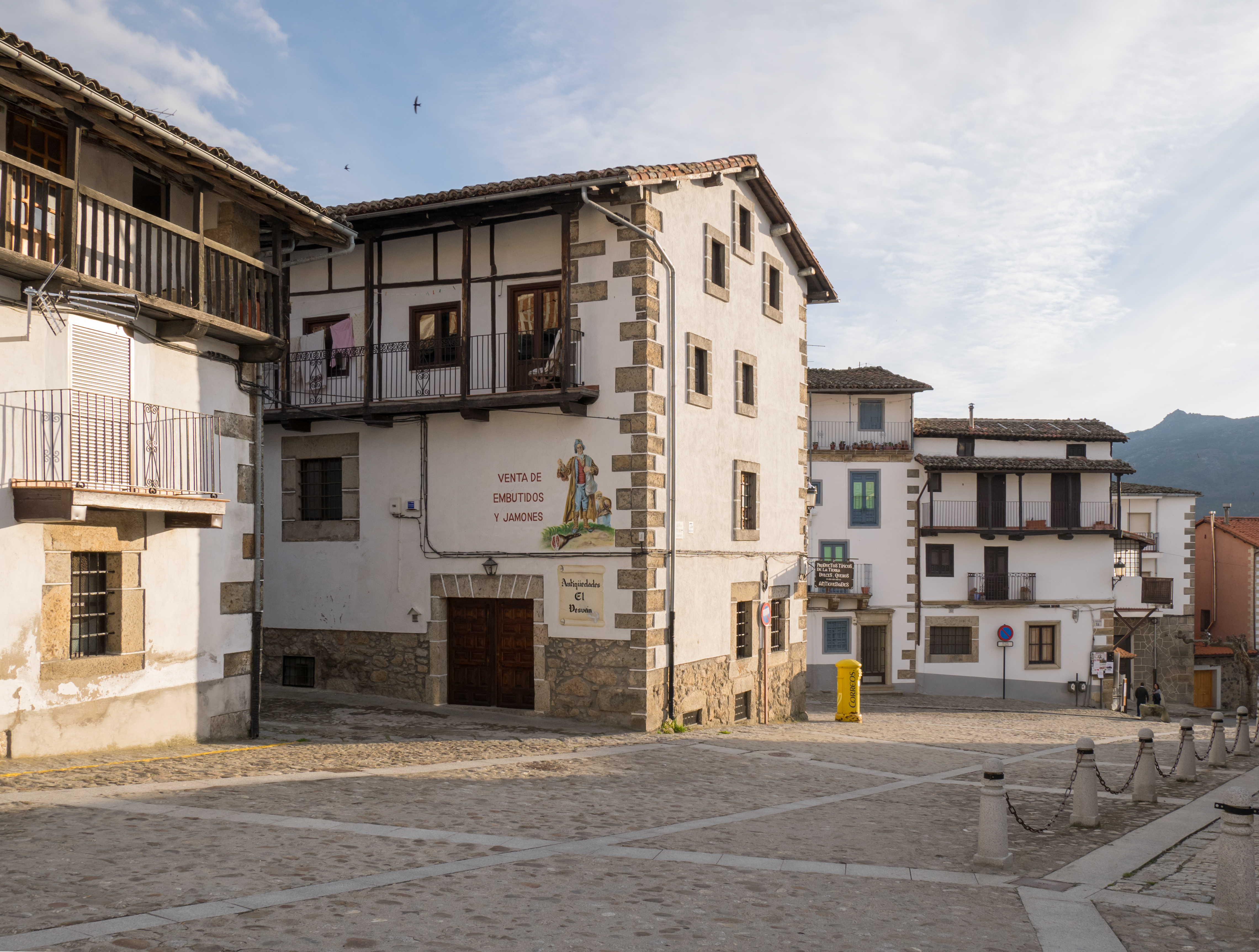
Arquitectura tradicional

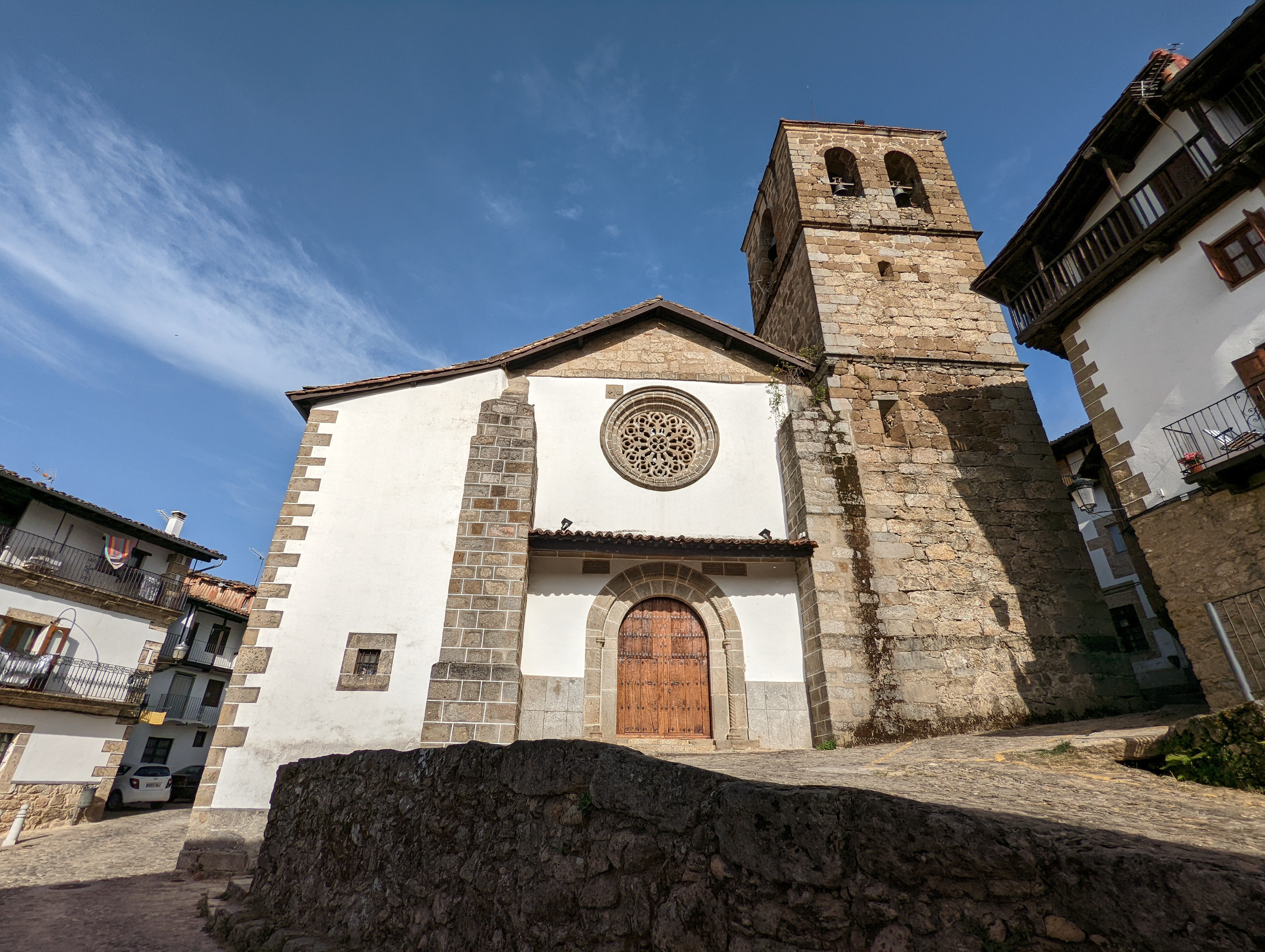
Iglesia parroquial de Nuestra Señora de la Asunción

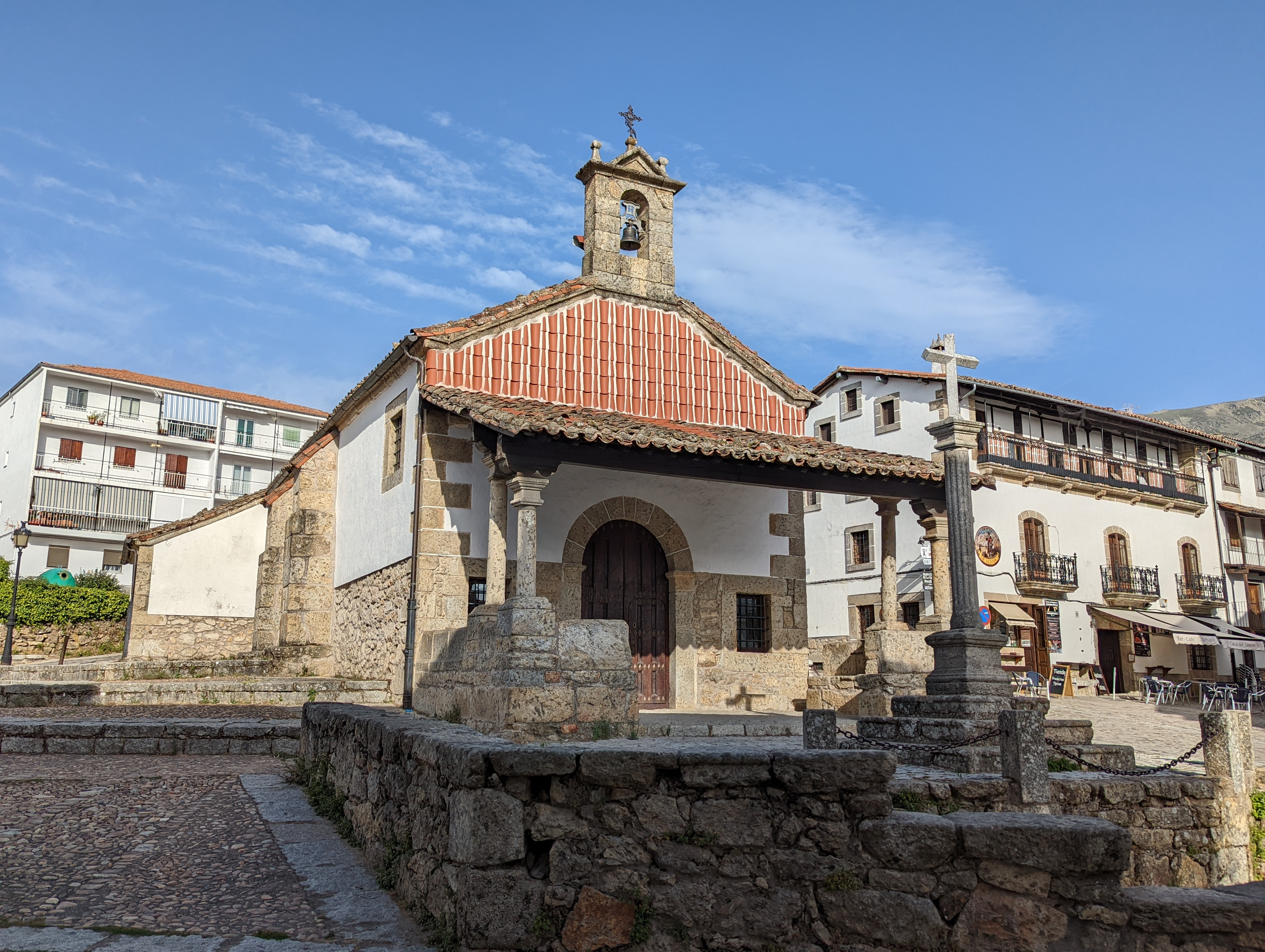
Ermita del Cristo del Refugio

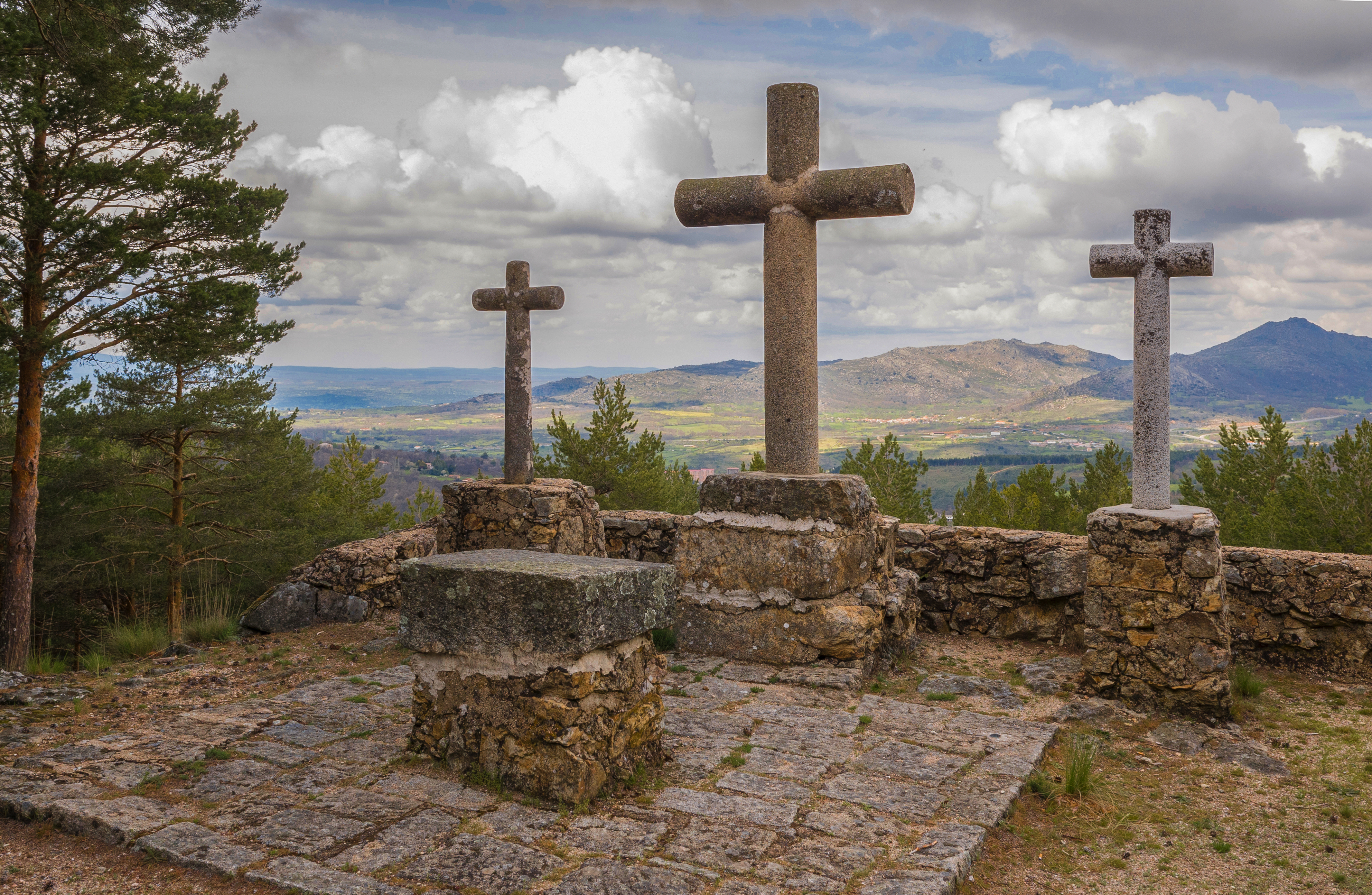
Cruz del Herrerito

- Iglesia parroquial católica bajo la advocación de Nuestra Señora de la Asunción, con artesonado de estilo mudéjar, los retablos barrocos y churriguerescos, el retablo de los mártires del siglo XVI a. C. de influencia italiana, con una talla manierista de San Sebastián, la talla románica del Cristo del Olvido, y el rosetón gótico.
- Ermita del Humilladero, dedicada al Cristo del Refugio, con un retablo barroco.
- Fachada principal de la casa consistorial y su escalinata interior en piedra.
- El mirador Cruz del Herrerito se encuentra a poca distancia en una colina al suroeste de Candelario.
- En julio de 2008 abrió sus puertas el museo etnográfico de Candelario, Museo de la Casa Chacinera.

Arquitectura tradicional
Constituye un buen ejemplo de cómo la arquitectura se ha adaptado al relieve y a las condiciones climatológicas a las que está sometida. De su configuración son de destacar sus empinadas y enrolladas calles recorridas por regaderas, que son canalillos con agua cristalina recogida de los neveros de su sierra.
Las casas, con su típicas batipuertas, anchos muros de piedra y de más de dos plantas, pertenecen a la arquitectura popular de los lugares montañosos, condicionadas por la propia tradición chacinera de Candelario: tejado de grandes aleros para protegerlas de la nieve y grandes galerías con balconadas de madera destinadas al secadero del embutido.
Normalmente las casas se estructuran en tres partes. En la planta baja, está el patio, donde se despiezaban los cerdos, y el picadero, que es donde se picaba, adobaba y fabricaba el embutido.
La planta central era la dedicada a la vivienda, donde residían los dueños de la casa con su familia, y las personas que venían a trabajar en las tareas de la matanza. A Candelario llegaban de toda la comarca, pero sobre todo de La Garganta y Tremedal. La última planta, el desván, estaba destinada al secado y curación del embutido.
Las tareas de matar y socarrar (chamuscar), se realizaban en la calle, y por ello se crearon las regaderas, para facilitar la limpieza de las calles. Las batipuertas servían de burladero para apuntillar a las reses desde dentro, además de dar la posibilidad de mantener la casa cerrada al paso a pesar de tener los portones interiores abiertos.

### Fiestas

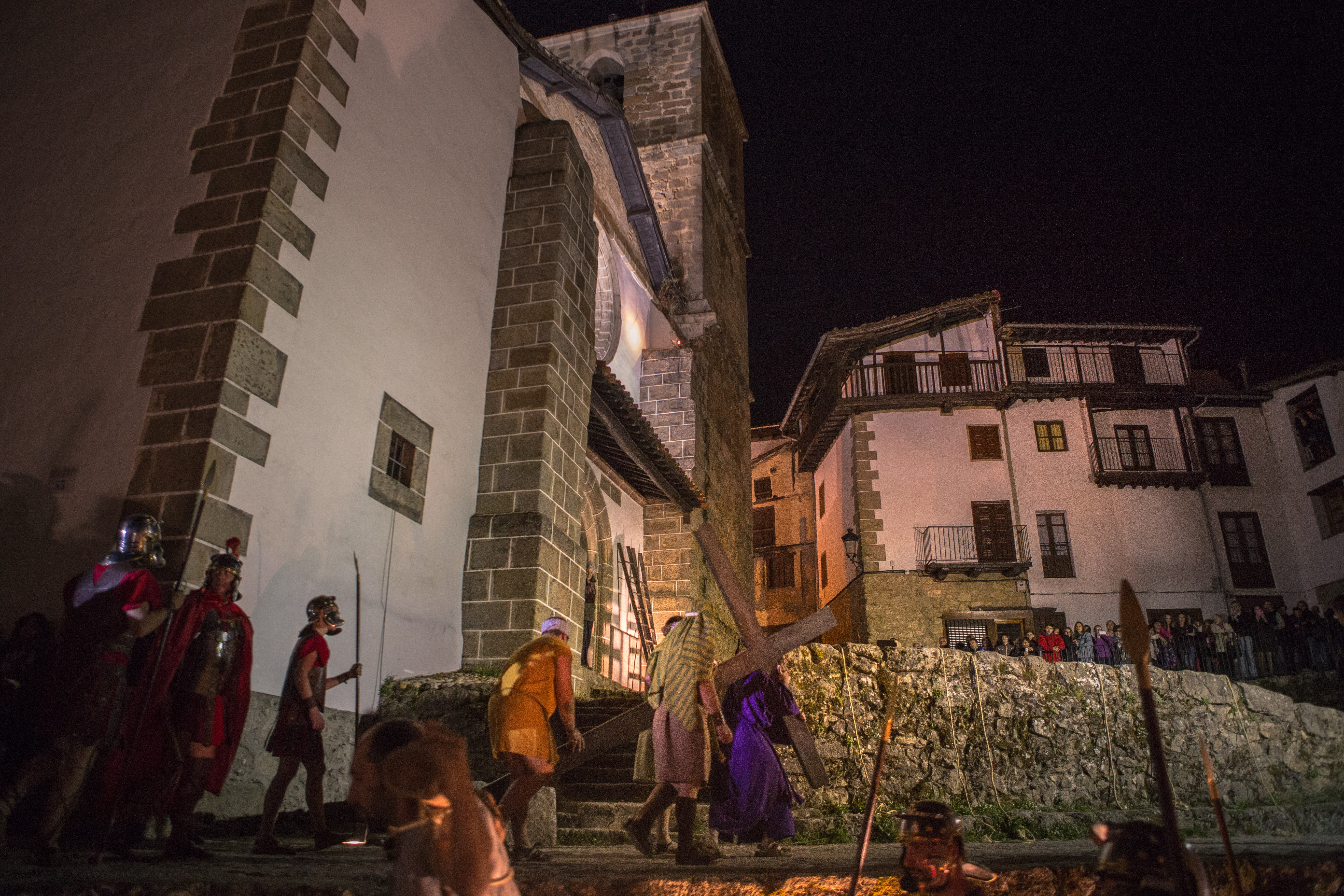
Semana Santa

- El 2 de febrero día de la Candelaria, fecha en la que terminaba la labor chacinera, con la típica matanza del cerdo y la probadura de las chichas. Es una fiesta emotiva y vivida intensamente por las gentes del pueblo. Tras la procesión, las mujeres que han sido madres en el último año, se acercan, tras la imagen de la virgen, a presentar a sus hijos en el templo.
- El 26 de julio Santa Ana, su patrona con procesión donde se exhibe el traje típico. Estas son las fiestas mayores en las que, durante cuatro días, se celebran diversos actos (Musicales, culturales, taurinos... ) que atraen a multitud de visitantes hasta Candelario.
- El segundo domingo de agosto se celebra la boda típica. Es una representación popular del rito nupcial tal y como se realizaba a finales del siglo XIX. Desde el año 2009 declarada fiesta de interés turístico regional.

En ella se dan cita numerosas personas ataviadas con los trajes tradicionales, y puede decirse que es la fecha más adecuada para disfrutar de la gran variedad de estos.
- 1 de mayo: procesión del Cristo del Refugio desde la ermita del humilladero hasta la parroquia. Allí se realiza un novenario, y al domingo posterior a la finalización de éste se devuelve la imagen a la ermita. Es una fiesta que cuenta con gran devoción entre los vecinos.

### Indumentaria tradicional

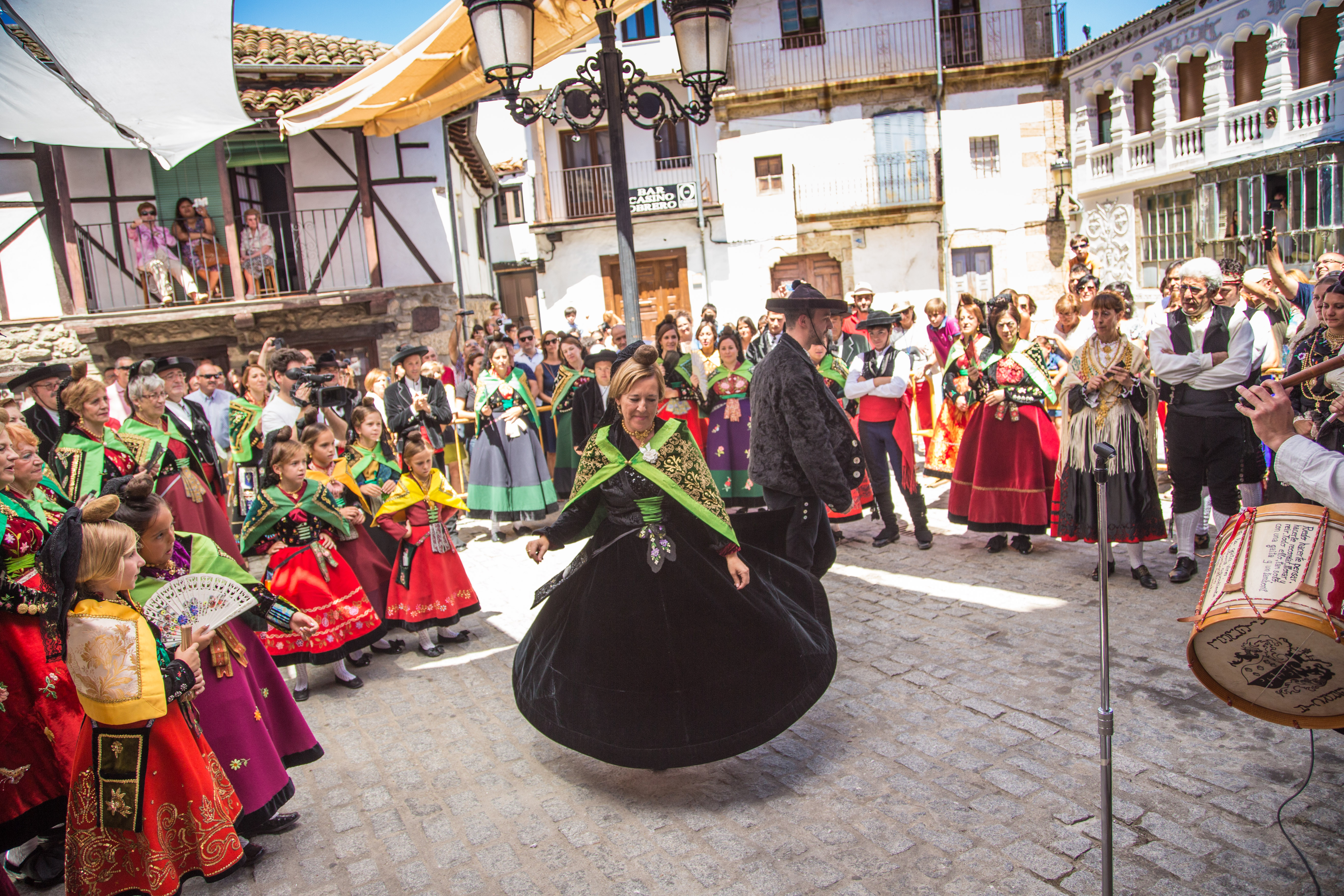
Boda típica

El traje típico de Candelario está formado por un jubón de terciopelo brochado de manga larga bordado con hilos de seda, con abertura en las mangas hasta el codo y se puede atar con unas botonaduras de filigrana de oro. Sobre el jubón, y cubriendo los hombros, se coloca el serenero. El serenero es un cuadro de paño verde, si la mujer que lo lleva es casada, o amarillo si es soltera. Está bordado con hilos plateados, lentejuelas y todo tipo de pasamanería, formando un diseño floral y atado con un rico broche. Los ornamentos de collares son de oro y con incrustaciones de perlas y aljófar.
Sobre la falda o guardapiés, lisa y sin adornos, se coloca el manteo, una especie de falda abierta por detrás, cuya hechura está formada por cuatro grandes pliegues o candilejas. El borde de esta falda está rematado con el repulgo, banda de terciopelo negro que remata el borde de la falda y las aberturas. El manteo se ata a la cintura con una banda de seda, que se amida en forma de lazada por la parte delantera. La tradición exige que la falda caiga en un pliegue por delante, acampanada a los lados y lisa por detrás. Esta forma de los vuelos se consigue mediante unas almohadillas rectangulares que se atan a las caderas.
En la cadera derecha se lleva la faltriquera, confeccionada con satén brocado, terciopelo de color, bordado con hilos de seda y lentejuelas y rematada con terciopelo negro. Se ata a la cintura con un cordón de seda y es una de las prendas más decoradas del traje. Dentro se guardan el abanico, el pañuelo y el dinero.
En los vestidos de gala no se utiliza el mandil. En el traje de media gala sí se utiliza esta prenda, que suele ser de satén, y de percal en el traje de faena.
El traje termina con unas medias de algodón, blancas y hechas a mano, y con unos zapatos de terciopelo negro y punteras de charol adornados con unas grandes presillas, llamadas majuelas.
Para terminar, decir que lo más llamativo de este conjunto es el peinado de la mujer. Se peinan con cocas y con un moño largo que se denomina picaporte. Del moño cuelgan cintas anchas y lujosas, de encaje o de terciopelo brochado.
El traje del hombre, llamado de choricero, está realizado en terciopelo negro, faja, sombrero de ala ancha y capa bejarana para el invierno.

### Gastronomía

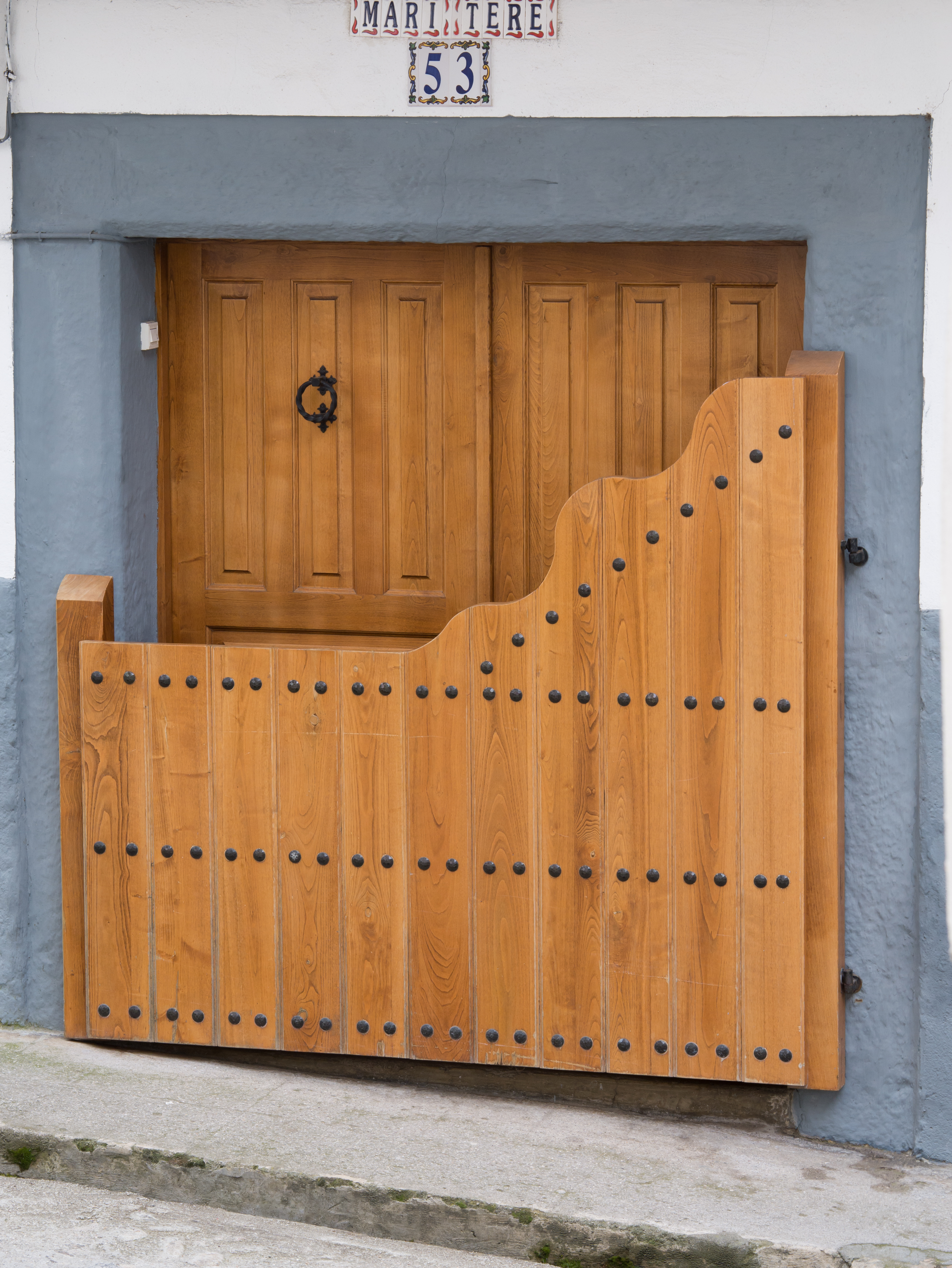
Ejemplo de batipuerta

Lo más típico en lo que se refiere a gastronomía en Candelario es su embutido. Famoso desde tiempos del rey Carlos IV, quién después de una cacería probó el embutido de José Rico, chacinero popular de Candelario e hizo que el embutido de la localidad se distribuyera por la Corte. El traje típico del hombre en Candelario lleva el nombre choricero en honor al rico alimento. Candelario también es famoso por su tapeo, y cabe destacar las sabrosas patatas meneás con tocino, el calamar de huerta, que consiste en rebozar un pimiento, y la popular probadura de chichas, que se degustan todos los 2 de febrero, día de la Candelaria.

### Deporte
Desde 2009 se ha disputado la Subida de Candelario. Esta competición automovilística de velocidad en cuesta, reunía anualmente en el mes de junio en Candelario a especialistas en la modalidad de todo el país. Prueba de referencia en el Campeonato de Castilla y León de Montaña, es puntuable también para los campeonatos de las comunidades limítrofes. Se disputa sobre un trazado muy selectivo, técnico y rápido de casi 6 km de longitud, que no deja indiferente a nadie por su belleza.
Tras tres ediciones 2009, 2010 y 2011, se produce un cambio en la organización de la competición. La nueva dirección deportiva consigue celebrar 4 ediciones hasta su desaparición en 2015.
El entorno permite realizar multitud de actividades al aire libre y para todas las edades. Existen numerosas rutas de senderismo por las que disfrutar del paisaje, y multitud de espacios donde practicar running, bici, escalada (en roca o hielo), boulder.

### En cine y televisión
Esta localidad es el escenario de las series de televisión Luna, el misterio de Calenda en la que aparece bajo el nombre de Calenda, y El Internado que se emitían en Antena 3.
Candelario ha sido elegido para varios rodajes de cine y televisión. En la década de los 50, la película El pequeño ruiseñor (1956), con el niño actor y cantante Joselito elige este pueblo para ambientar gran parte de sus escenas. Y en la época más actual, acogió los rodajes de un spot publicitario con motivo de los mundiales
de fútbol de 2010, y una película para la televisión alemana, Te llevaré al fin del mundo.

## Localidades hermanadas
- Rivodutri (Italia)